# Língua sirenik
Sirenik iúpique, Sireniki Yupik (também Sirenik antigo ou Vuteen), Sirenik, ou Sirenikskiy, é uma língua da família Esquimó–Aleúte, extinta em 1997. Era falada na aldeia de Sireniki (Сиреники) na península de Chukotka, Okrug Autônomo de Chukotka, Rússia. A mudança de idioma na região foi um longo processo, que resultou na total morte da linguagem. Em janeiro de 1997, a última falante nativa da língua, uma mulher chamada Vyie (Valentina Wye) (em russo:  Выйе), morreu. Desde então, a linguagem é considerada extinta; hoje em dia, todos os esquimós sirenik falam ou a língua iúpique siberiano central ou russo.

## Classificação

### Genealógica

#### Externa
Há argumentos que consideram que a língua Sirenik é um remanescente de um terceiro grupo de idiomas Esquimós, além dos grupos iúpiques e inuíte. Na verdade, a exata classificação genealógica do idioma Sireniki não é um assunto inteiramente resolvido, e algumas publicações podem encaixá-lo nos ramos de iúpique.
Muitas palavras são formadas por raízes completamente diferentes das encontradas no iúpique siberiano. Também, a gramática tem várias peculiaridades em comparação a outras línguas esquimós, e até mesmo em comparação com Aleútes. Por exemplo, a flexão dual não é conhecida na língua sirenik, enquanto a maior parte de línguas esquimó-aleútes tem dual. As peculiaridades do idioma resultaram em ininteligibilidade mútua com até as línguas mais próximas; isso forçou os esquimós sirenik a usarem a língua chukoto como uma língua franca para falar com os povos vizinhos. Assim, qualquer contato externo exigia o uso de outro idioma: ou a língua franca, ou outras línguas iúpique siberianas. Esta diferença em relação às línguas próximas podem ser o resultado de uma suposta longa isolação de outros grupos esquimós: os sireniki podem ter estado em contato apenas com falantes de outras línguas não relacionadas por séculos no passado, influenciados principalmente por chukoto.

#### Interno
Embora o número de seus falantes fosse bastante reduzido, mesmo no fim do século XIX, o idioma teve ao menos dois dialetos diferentes no passado.

### Tipologia
Quanto à tipologia morfológica, o idioma tem características polissintéticas e incorporativas, assim como outras línguas esquimós.

## Escrita
A língua usava uma forma do alfabeto cirílico com as 33 letras do russo, mais 5 letras modificadas exclusivas, mais 8 formas com diacríticos
Б, д, е, ё, ж, з, о, ф, ч, ш, щ, ь e э eram usadas apenas em palavras de empréstimo e nomes russos

## Fonologia

### Consoantes
| Nasal             | surda             |   | n̥ |    |   |   |   |
| Nasal             | sonora            | m | n |    | ŋ |   |   |
| Oclusiva/Africada | Oclusiva/Africada | p | t | t͡ʃ | k | q | ʔ |
| Fricativa         | surda             | f | s | ʃ  | x | χ |   |
| Fricativa         | sonora            | v | z |    | ɣ | ʁ |   |
| Aproximante       | surda             |   | l̥ | j̊  |   |   |   |
| Aproximante       | sonora            |   | l | j  |   | w |   |

- A aproximante lateral alveolar /l/ tem sua versão surda /l̥/, podendo também ser palatalizada /lʲ̥/
- oclusiva glotal /ʔ/

### Vogais

O assentamento iúpique de sireniki (ponto vermelho e amarelo)

|         | Anterior | Central | Posterior |
| ------- | -------- | ------- | --------- |
| Fechada | i iː     |         | u uː      |
| Medial  |          | ə əː    |           |
| Aberta  | a aː     |         |           |

## Morfologia
Como todas as outras línguas esquimós, a morfologia é bastante complexa. Segue uma descrição agrupada por categorias lexicais.

### Nominal e verbal
Embora a morfologia seja tratada agrupada numa parte nominal e numa parte verbal, muitas línguas esquimós apresentam características que fazem um “corte transversal” tais agrupamentos em vários aspectos:
- a estrutura ergativa em verbos é semelhante à estrutura possessiva em substantivos;
- existe uma semelhança física entre os paradigmas de sufixo pessoal nominal e verbal, ou seja, na maioria dos casos, o respectivo número da pessoa é expresso com a mesma sequência de fonemas em:
  - sufixos possessivos (em substantivos)
  - sufixos verbais;
- raízes semelhantes a “nomenverbum”, tornando-se nominais ou verbais apenas pelo sufixo que recebem;
- Textos esquimós são abundantes em vários tipos de particípios;

#### Categorias gramaticais comuns
Algumas categorias gramaticais (por exemplo, pessoa e número) são aplicáveis tanto a categorias lexicais verbais quanto nominais.
Embora pessoa e número sejam expressos em um único sufixo, às vezes ele pode ser rastreado para consistir em uma pessoa distinta e um sufixo numérico distinto.

##### Pessoa
Paradigmas podem fazer uma distinção em 3ª pessoa para “eu”, assim o mero sufixo pessoal (do verbo ou substantivo) pode distinguir, por exemplo,
um exemplo nominal
“Ele/ela leva o próprio cachorro” versus “Ele/ela pega o cachorro de outra pessoa”.
um exemplo verbal
“Ele/ela se vê” versus “Ele/ela vê ele/ela (outra pessoa)”
Assim, pode ser traduzido para o inglês (e alguns outros idiomas) usando pronome reflexivo. Essa noção diz respeito também a outros conceitos na construção de partes maiores da frase e do texto.

##### Número
Embora outras línguas esquimós saibam mais do que os familiares dois número gramaticais (por ter também número gramatica dual), o sireniki usa apenas singular e plural, portanto, não possui dual. Como mencionado, o sireniki é peculiar neste aspecto não apenas entre as línguas esquimós, mas mesmo em toda a família de línguas esquimó–aleutas, até mesmo sua vizinha aparentada, o iúpique siberiano têm dual.

#### Construindo verbos a partir de substantivos
Sufixo -/ɕuɣɨn/- que significa “ser semelhante a sth”:
| Raiz        | Torna-se verbal por sufixo | Modo indicativo, 3ª pessoa do singular |
| ----------- | -------------------------- | -------------------------------------- |
| /mɨtɨχlʲ̥ux/ | /mɨtɨχlʲ̥ux-ɕuɣɨn/-         | /mɨtɨχlʲ̥ux-ɕuɣɨn-tɨ-χ/                 |
| Raven       | ser semelhante a um corvo  | ele/ela é semelhante a um corvo        |

##### Forma predicativa de um substantivo
A forma predicativa de um substantivo pode ser construída usando o sufixo -/t͡ʃ ɨ/-:
| Raiz               | Forma predicativa  | Exemplos        | Exemplos            |
| 2ª pessoa singular | 3ª pessoa singular |                 |                     |
| ------------------ | ------------------ | --------------- | ------------------- |
| /juɣ/              | /juɣɨ t͡ʃ ɨ/-       | /juɣɨ t͡ʃ ɨtɨn/  | /juɣɨ t͡ʃ ɨχ/        |
| homem              | ser um homem       | você é um homem | ele/ela é um humano |

##### Verbos construídos a partir de topônimos
- /imtuk/ (um topônimo: Imtuk)
- /imtux-tɨqɨχ-tɨ-ŋ/ (Eu viajo para Imtuk.)[15]

### Categorias lexicais nominais

#### Categorias gramaticais
Não apenas os casos gramaticais dos substantivos são marcados por sufixos, mas também a pessoa do possuidor (uso de pronomes possessivos em inglês) pode ser expressa por aglutinação.
|                         | em 1ª pessoa                | em 2ª pessoa                  |
| Absolutivo              | /taŋaqa/ (meu filho)        | /taŋaʁɨn/ (seu filho)         |
| Ablativo / Instrumental | /taŋamnɨŋ/ (do meu filho)   | /taŋaχpɨnɨŋ/ (do seu filho)   |
| Dativo / Lativo         | /taŋamnu/ (para meu filho)  | /taŋaχpɨnu/ (para seu filho)  |
| Locativo                | /taŋamni/ (no meu filho)    | /taŋaχpɨni/ (no seu filho)    |
| Equativo (comparativo)  | /taŋamtɨn/ (como meu filho) | /taŋaχpɨtɨn/ (como seu filho) |

É apenas um trecho para ilustração: nem todos os casos são mostrados, a língua sirenik tem mais casos gramaticais. A tabela também ilustra por que a linguagem sirenik é tratada como aglutinativa (em vez de língua fusional]]).
Não existe um sistema de gênero gramatical (ou sistema de classe de substantivo semelhante a gênero).

##### Caso
Sireniki é uma linguagem absolutiva-ergativa.
Casos (listados usando a numeração de Menovščikov):
1. Absolutivo
2. Caso relativo, desempenhando o papel de caso genitivo e caso ergativo.
3. Ablativo / Instrumental, usado também em estruturas acusativo.
4. Dativo / Lativo
5. Locativo
6. Caso Vialis, veja-se também caso prosecutivo.
7. Caso equativo (comparativo)

Para ver por que um único caso pode desempenhar papéis tão distintos, veja-se alinhamento morfossintático.
Algumas funções gramaticais mais finas são expressas usando póis-posições. A maioria deles são construídos como uma combinação de casos
- lativo ou locativo ou ablativo
- combinado com relativo (usado como genitivo)

da mesma forma que usamos expressões como "on top of" em inglês.

### Categorias lexicais verbais
Também nos verbos, a morfologia é muito rica. Os sufixos podem expressar modo gramaticas do verbo (por exemplo, imperativo, interrogativo, optativo), e também negação, tempo, aspecto gramatical, a pessoa de sujeito e objeto. Alguns exemplos (longe de serem abrangentes):
| Fonologia             | Significado       | Notas gramaticais  | Notas gramaticais  | Notas gramaticais | Notas gramaticais   |
| Pessoa, número de     | Pessoa, número de | Modo               | Outras             |                   |                     |
| sujeito               | objeto            |                    |                    |                   |                     |
| --------------------- | ----------------- | ------------------ | ------------------ | ----------------- | ------------------- |
| /aʁaʁɨ-tɨqɨχ-tɨ-mkɨn/ | eu te guio        | 1ª pessoa singular | 2ª pessoa singular | Indicativo        |                     |
| /aʁaʁɨ-ɕuk-ɨ-mɕi/     | Deixe-me levá-lo  | 1ª pessoa singular | 2ª pessoa singular | Imperativo        |                     |
| /nɨŋɨ-sɨɣɨŋ-sɨn/      | Você não me vê?   | 2ª pessoa singular | 1ª pessoa singular | Interrogativo     | Polaridade negativa |

O rico conjunto de morfemas torna possível construir verbos enormes cujo significado pode ser expresso (na maioria das línguas amplamente conhecidas) como frases inteiras (compostas por mais palavras). Sireniki – como as outras línguas esquimós – tem características de língua polissintética e incorporativa, em várias formas, entre outros acordos polipessoais.

#### Categorias gramaticais
As características polissintétic eincorporativas mencionadas acima se manifestam na maioria das maneiras pelas quais a língua sirenik pode expressar categorias gramaticais.

##### Transitividade
Integram-se Sintaxe e Pragmática: Variações de ordem de palavras e transitividade em Tunumiisut. Trata-se de uma língua Inuit: não Sireniki, mas uma parentada.

##### Polaridade
Mesmo a polaridade gramatical pode ser expressa pela adição de um sufixo ao verbo.
Um exemplo de polaridade negativa: a forma de negação do verbo /aʁaʁ-/ (ir):
- /juɣ aʁaχ-tɨqɨχ-tɨ-χ/ (o homem anda)
- /juɣ aʁaʁ-ɨ-tɨ-χ/ (o homem não anda)[18]

##### Aspecto
- /aftalʁa-qɨstaχ-/ (para trabalhar lentamente) e /aftalʁa-qɨstaχ-tɨqɨχ-tɨ- χ/ (ele trabalha lentamente),[19] de /aftalʁa-/ (para trabalhar)

##### Modalidade
Também a modalidade linguística pode ser expressa por sufixos. Os verbos modais como "querer", "desejar" etc. nem existem:
| /aftalʁaχ-/ (para trabalhar)        | /aftalʁaʁ-jux-/ (para quer funcionar)          |
| /aftalʁaχ-tɨqɨχ-tɨ-ŋ/ (eu trabalho) | /aftalʁaʁ-jux-tɨqɨχ-tɨ-ŋ/ (Eu quero trabalhar) |

A tabela também ilustra porque Sirenik é tratado como língua aglutinativo (em vez de fusional).

##### Voz
Quatro vozes gramaticais são mencionados em:voz gramatical: p. 78–80 de Меновщиков 1964</ref>
ativo
passiva
confira -/ɕi/- essa variante de iúpique siberiano que é falada pelosUngazigmit
médio (medial)
causador
/malikam aʁaχ-ɕaχ-tɨqɨχ-tɨ-ʁa kɨtuɣi qurŋi-nu/ (Malika fazerKitugi vai para a rena.)
todos eles são expressos por aglutinação, portanto, não são necessárias palavras separadas.

### Particípios
Uma distinção entre dois tipos de particípios, o adverbial e o adjetivo, faz sentido em sireniki (assim como em húngaro - Határozói igenév e para descrição detalhada desses conceitos; ou em Russo - деепричастие e причастие).
O sireniki tem muitos tipos de particípios em ambas as categorias. A seguir, serão elencados, agrupados pela relação entre “ação dependente” e “ação principal” (ou por outros significados além deste, por exemplo de modalidade) – seguindo a terminologia de. Uma frase com um particípio pode ser imaginada como simulando uma frase] subordinada onde a ação descrita na cláusula dependente se relaciona de alguma forma com a ação descrita na cláusula principal em inglês, uma adverbial pode expressar cláusula adverbial de razão, propósito, condição, sucessão etc.]], e uma cláusula relativa pode expressar muitos significados também.
De maneira análoga, na língua esquimó sireniki, a "ação dependente" (expressa pelo particípio adverbial no elemento da frase chamado adverbial, ou expressa pelo particípio adjetiva no elemento da frase chamado atributo) relaciona-se de alguma forma com o “ ação principal” (expressa pelo verbo no elemento da frase chamada predicado), e os particípios serão listados abaixo agrupados por essa relação (ou por outros significados além desta, por exemplo, modalidade).

#### Particípios adverbiais
Eles podem ser traduzidos para o inglês, por exemplo, usando uma cláusula adverbial apropriada. Existem muitos deles, com vários significados.
Uma característica interessante: eles podem ter pessoa e número. A pessoa da ação dependente não precisa coincidir com a da ação principal. Um exemplo (significado no uso do inglês britânico de “shall / should” na 1ª pessoa: aqui, transmitindo apenas condicional, mas sem necessidade ou moralidade):
| /mɨŋa iŋɨjaxtɨk-t͡ʃɨ-ʁɨjɨqɨɣɨ-ma, ajvɨʁaʁjuʁuχtɨki/   |
| Se eu fosse um atirador, nós deveríamos matar morsas |

Outro exemplo (com um particípio adverbial diferente):
| /ɨ̆ l̥tɨʁinɨq ȷ̊an, upʃuχtɨqɨχtɨʁij/                   |
| quando ele/ela canta, eles ficam assustando ele/ela |

Serão discutidos em mais detalhes abaixo.

##### Razão, propósito ou circunstância da ação
Um particípio adverbial “explicando razão, propósito ou circunstância da ação” é expresso pelo sufixo -/lɨ/- / -/ l̥ɨ/- (seguido pelo sufixo de número de pessoa apropriado). Exemplos:

##### Polaridade
Mesmo a polaridade gramatical pode ser expressa pela adição de um sufixo ao verbo.
Um exemplo de polaridade negativa: a forma de negação do verbo /aʁaʁ-/ (ir):
- /juɣ aʁaχ-tɨqɨχ-tɨ-χ/ (o homem anda)
- /juɣ aʁaʁ-ɨ-tɨ-χ/ (o homem não anda)[18]

##### Aspecto
Aspecto gramatical:
- /aftalʁa-qɨstaχ-/ (para trabalhar lentamente) e /aftalʁa-qɨstaχ-tɨqɨχ-tɨ- χ/ (ele trabalha lentamente),[19] de /aftalʁa-/ (para trabalhar)

##### Modalidade
Também modalidade linguística pode ser expressa por sufixos.Verbos modais como "querer", "desejar" etc. nem existem:
| /aftalʁaχ-/ (para trabalhar)        | /aftalʁaʁ-jux-/ (para quer funcionar)          |
| /aftalʁaχ-tɨqɨχ-tɨ-ŋ/ (eu trabalho) | /aftalʁaʁ-jux-tɨqɨχ-tɨ-ŋ/ (Eu quero trabalhar) |

A tabela também ilustra porque Sirenik é tratado como aglutinativo (em vez de fusional).

##### Voz
Quatro vozes gramaicais são mencionados em: voz gramaticals: p. 78–80 de Меновщиков 1964</ref>
ativo
passiva
confira -/ɕi/- essa variante do iúpique siberiano que é falada por Ungazigmit
médi(medial)
causador
/malikam aʁaχ-ɕaχ-tɨqɨχ-tɨ-ʁa kɨtuɣi qurŋi-nu/ (Malika fazerKitugi vai para a rena.)
todos eles são expressos por aglutinação, portanto, não são necessárias palavras separadas.

### Particípios
Uma distinção entre dois tipos de particípios (particípio adverbial e particípio adjetivo) faz sentido em sireniki (assim como em gramática húngara - Határozói igenév e : melléknévi igenév para descrição detalhada desses conceitos; ou em Russo,:Деепричастиеe (часть речи)).
Sireniki tem muitos tipos de particípios em ambas as categorias. A seguir, serão elencados, agrupados pela relação entre “ação dependente” e “ação principal” (ou por outros significados além deste, por exemplo modalidade linguística – seguindo a terminologia de Uma frase com um particípio pode ser imaginada como simulando uma frase composta (linguística)|frase composta subordinada onde a ação descrita na cláusula dependente se relaciona de alguma forma com a ação descrita em a cláusula independente|cláusula principal. Em inglês, uma cláusula adverbial pode expressar cláusula adverbial# razão, propósito, condição, sucessão etc., e uma cláusula relativa pode expressar muitos significados também.
De maneira análoga, na língua esquimó sireniki, a "ação dependente" (expressa pelo particípio adverbial no elemento da frase chamado adverbial, ou expressa pelo particípio adjetiva no elemento da frase chamado atributo) relaciona-se de alguma forma com o “ ação principal” (expressa pelo verbo no elemento da frase chamadopredicado), e os particípios serão listados abaixo agrupados por essa relação (ou por outros significados além desta, por exemplo, modalidade).

#### Particípios adverbiais
Eles podem ser traduzidos para o inglês, por exemplo - usando uma cláusula adverbial apropriada. Existem muitos deles, com vários significados.
Uma característica interessante: eles podem ter pessoa e número. A pessoa da ação dependente não precisa coincidir com a da ação principal. Um exemplo (significado no uso do inglês britânico de “shall / should” na 1ª pessoa: aqui, transmitindo apenas condicional, mas sem necessidade ou moralidade):
| /mɨŋa iŋɨjaxtɨk-t͡ʃɨ-ʁɨjɨqɨɣɨ-ma, ajvɨʁaʁjuʁuχtɨki/   |
| Se eu fosse um atirador, nós deveríamos matar morsas |

Outro exemplo (com um particípio adverbial diferente):
| /ɨ̆ l̥tɨʁinɨq ȷ̊an, upʃuχtɨqɨχtɨʁij/                   |
| quando ele/ela canta, eles ficam assustando ele/ela |

Eles serão discutidos em mais detalhes abaixo.

##### Razão, propósito ou circunstância da ação
Um particípio adverbial “explicando razão, propósito ou circunstância da ação” é expresso pelo sufixo -/lɨ/- / -/ l̥ɨ/- (seguido pelo sufixo de número de pessoa apropriado). Exemplos:
| /aʁa-qɨɣɨ-mta/
|-
! 2nd
| /aʁa-qɨɣɨ-pi/
| /aʁa-qɨɣɨ-pɨɕi/
|-
! 3rd
| /aʁa-qɨɣɨ-mi/
| /aʁa-qɨɣɨ-mɨŋ/
|}

###### Irreal
Confere condicional contrafactual. Sireniki pode comprimi-lo em um particípio adverbial: é expresso com o sufixo -/ɣɨjɨqɨɣɨ/- / -/majɨqɨɣɨ/-.
A ação dependente é expressa com um particípio adverbial. A ação principal é transmitida pelo verbo. Se também a ação principal for condicional (um uso típico), então ela pode ser expressa com um verbo de modo condicional. As pessoas não precisam coincidir.
Um exemplo (significado no uso do inglês britânico de “shall / should” na 1ª pessoa: aqui, transmitindo apenas condicional, mas sem necessidade ou moralidade):
| /mɨŋa iŋɨjaxtɨk-t͡ʃɨ-ʁɨjɨqɨɣɨ-ma, ajvɨʁaʁjuʁuχtɨki/ |
| Se eu fosse um atirador, devíamos matar a morsa.   |

O exemplo em detalhes:
Ação dependente:
| Fonologia                   | Sintaxe                                                                           | Semântica                        |
| --------------------------- | --------------------------------------------------------------------------------- | -------------------------------- |
| /iŋˈɨːjaxta/                | substantivo                                                                       | atirador                         |
| -/t͡ʃɨ/-                     | construindo um verbo a partir de um substantivo                                   | forma predicativa de substantivo |
| -/ɣɨjɨqɨɣɨ/- / -/majɨqɨɣɨ/- | o sufixo do particípio adverbial                                                  | condição irreal                  |
| -/ma/                       | sufixo de número de pessoa para particípios adverbiais na conjugação intransitiva | sujeito 1ª pessoa                |

#### Particípios Adjetivos
Existem mais tipos deles.
- /imtuɡnu aʁaqt͡ʃɨχ qɨmɨ l̥ɨʁaχ utɨχt͡ʃɨmɨt͡ʃɨχ/ (O trenó [que foi para Imtuk] voltou.)
- /juɣ qavɨ l̥ɨʁɨχ nɨŋɨsɨmɨrɨqa/ (Eu vi [percebi] um homem dormindo.)

Eles podem ser usados não apenas em função atributiva (como nos exemplos acima), mas também em função predicativa:
- /juɣ qavɨ l̥ɨʁɨχ/ (O homem está dormindo.)

##### Modalidade
O particípio adjetivo -/kajux/ / -/qajux/ transmite um significado mais relacionado à modalidade linguística|modalidade (do que à relação de ação dependente e ação principal). Transmite o significado de “capaz de”.
- /taŋaʁaχ pijɨkajux pijɨxtɨqɨχtɨχ  l̥mɨnɨŋ/ (Uma criança que consegue andar se movimenta espontaneamente)

## Sintaxe

### ergativo–absolutivo
Sireniki é (assim como muitas línguas esquimós) uma língua ergativa–absolutiva. Para materiais em inglês que tratam desta característica do Sireniki, veja o livro de Vakhtin, ou veja online um artigo tratando de uma língua esquimó relativa.

#### Tópico–comentário
Para um tratamento teórico detalhado sobre as noções de tópico]] (e anáfora]], e amálgama), com exemplos relacionados aos esquimós , vejam-se os trabalhos online de Maria Bittner, especialmente.

#### Obviação
Para um tratamento de "obviação" em (entre outros) idiomas esquimós e em mais detalhes dos mesmos autores.

## Amostra de texto
Пагы́лъыги́й сявля́ӽсимы̄цу́й пына́ни таси́мыӈы̄ны́ӈ таӈа́ӄылӷа́й. Кипы́лъхина́ӄаӷы̄́лъымы́ӈ тамы́ӷиту́ӽтыӄы̄лъыӷа́й тӯвам ло̄́ӷыну. Мыты́ӽлъыги́йлъю кияӽсымы̄лыӷай пына́ни таси́мыныӈ таӈаӄылӷа́й. Илы́ӈыни мыты́ӽлъыгы́м ныӈы́сымы̄кыӈи́й на́ӈлъыӈԝа́ӷымы̄кыӈи́й, ылъмы́хту аӷа̄́ӷысю́хтумы̄ки маӄа́лъӽыну. Ныӄы́палъю́ӷыкӣгыпъы́мыӈ, —пимы̄лыӷы́ӽ,— ся̄ма́ маӄа̄́гыта́ наӷы́тысӄы́лки.
Transliteração
Pagýľygíj sjavljáx̌simȳcúj pynáni tasímyŋȳnýŋ taŋáqylǧáj. Kipýľхináqaǧȳ́́ľymýŋ tamýǧitúx̌tyqȳľyǧáj tūvam lṓǧynu. Mytýx̌ľygíjľju kijax̌symȳlyǧaj pynáni tasímynyŋ taŋaqylǧáj. Ilýŋyni mytýx̌ľygým nyŋýsymȳkyŋíj náŋľyŋԝáǧymȳkyŋíj, yľmýхtu aǧā́ǧysjúхtumȳki maqáľx̌ynu. Nyqýpaľjúǧykīgypъýmyŋ, —pimȳlyǧýx̌,— sjāmá maqā́gytá naǧýtysqýlki.
Português
Corvos-marinhos passavam o inverno no penhasco com cinco filhotes. Por sua vez, eles foram buscar comida à beira do gelo rápido. corvos viviam em um penhasco com cinco filhotes. Certa vez, um corvo viu corvos-marinhos, cumprimentou-os e disse que os corvos deveriam se aproximar deles com calor. Que, dizem, há muita carne, disse ele, e no calor para que vivam
.

### Inglês
- Kaplan, Lawrence D. (1990). «The Language of the Alaskan Inuit» (PDF). In:  Dirmid R. F. Collis. Arctic Languages. An Awakening. Vendôme: UNESCO. pp. 131–158. ISBN 92-3-102661-5
- Menovshchikov, Georgy (= Г. А. Меновщиков) (1990). «Contemporary Studies of the Eskimo–Aleut Languages and Dialects: A Progress Report» (PDF). In:  Dirmid R. F. Collis. Arctic Languages. An Awakening. Vendôme: UNESCO. pp. 69–76. ISBN 92-3-102661-5
- Vakhtin, Nikolai (1998). «Endangered Languages in Northeast Siberia: Siberian Yupik and other Languages of Chukotka». In:  Erich Kasten. Bicultural Education in the North: Ways of Preserving and Enhancing Indigenous Peoples' Languages and Traditional Knowledge (pdf). Münster: Waxmann Verlag. pp. 159–173. ISBN 978-3-89325-651-8. Arquivado do original (PDF) em 13 de abril de 2007

### Russo
- Меновщиков, Г.А. (1962).  Грамматиκа языка азиатских эскимосов. Часть первая (em russo). Москва • Ленинград: Академия Наук СССР. Институт языкознания The transliteration of author's name, and the rendering of title in English: Menovshchikov, G.A. (1962). Grammar of the Language of Asian Eskimos. Vol. I. Moscow • Leningrad: Academy of Sciences of the USSR
- Меновщиков, Г.А. (1964).  Язык сиреникских эскимосов. Фонетика, очерк морфологии, тексты и словарь (em russo). Москва • Ленинград: Академия Наук СССР. Институт языкознания The transliteration of author's name, and the rendering of title in English: Menovshchikov, G.A. (1964). Language of Sirenik Eskimos. Phonetics, morphology, texts and vocabulary. Moscow • Leningrad: Academy of Sciences of the USSR
- Меновщиков, Г. А. (1997). «Сиреникских эскимосов язык». In:  Володин, А. П. и др.  Языки мира. Палеоазиатские языки (em russo). Москва: Индрик. pp. 81–84
- Рубцова, Е. С. (1954).  Материалы по языку и фольклору эскимосов (чаплинский диалект) (em russo). Москва • Ленинград: Академия Наук СССР The transliteration of author's name, and the rendering of title in English: Rubcova, E. S. (1954). Materials on the Language and Folklore of the Eskimoes, Vol. I, Chaplino Dialect. Moscow • Leningrad: Academy of Sciences of the USSR